# 335 Dywizja Piechoty (III Rzesza)
335 Dywizja Piechoty (niem. 335. Infanterie-Division) – niemiecka dywizja z czasów II wojny światowej, sformowana w Aalen na mocy rozkazu z 20 listopada 1940, w 14. fali mobilizacyjnej w V Okręgu Wojskowym.

## Struktura organizacyjna
- Struktura organizacyjna w listopadzie 1940 roku:

682., 683. i 684. pułk piechoty, 335. pułk artylerii, 335. batalion pionierów,  335. oddział przeciwpancerny, 335. oddział łączności;
- Struktura organizacyjna w grudniu 1942 roku:

682., 683. i 684. pułk grenadierów, 335. pułk artylerii, 335. batalion pionierów,  335. oddział rowerzystów, 335. oddział przeciwpancerny, 335. oddział łączności;

## Dowódcy dywizji
- gen. por.  Max Dennerlein 15 XI 1940 – 27 X 1942;
- gen. por.  Karl Casper 27 X 1942 – 7 IX 1943;
- gen. Siegfried Rasp 7 IX 1943 – 30 VII 1944;
- płk Brechtel 30 VI 1944 – VIII 1944;